# Jardín Botánico de la Universidad de Cracovia

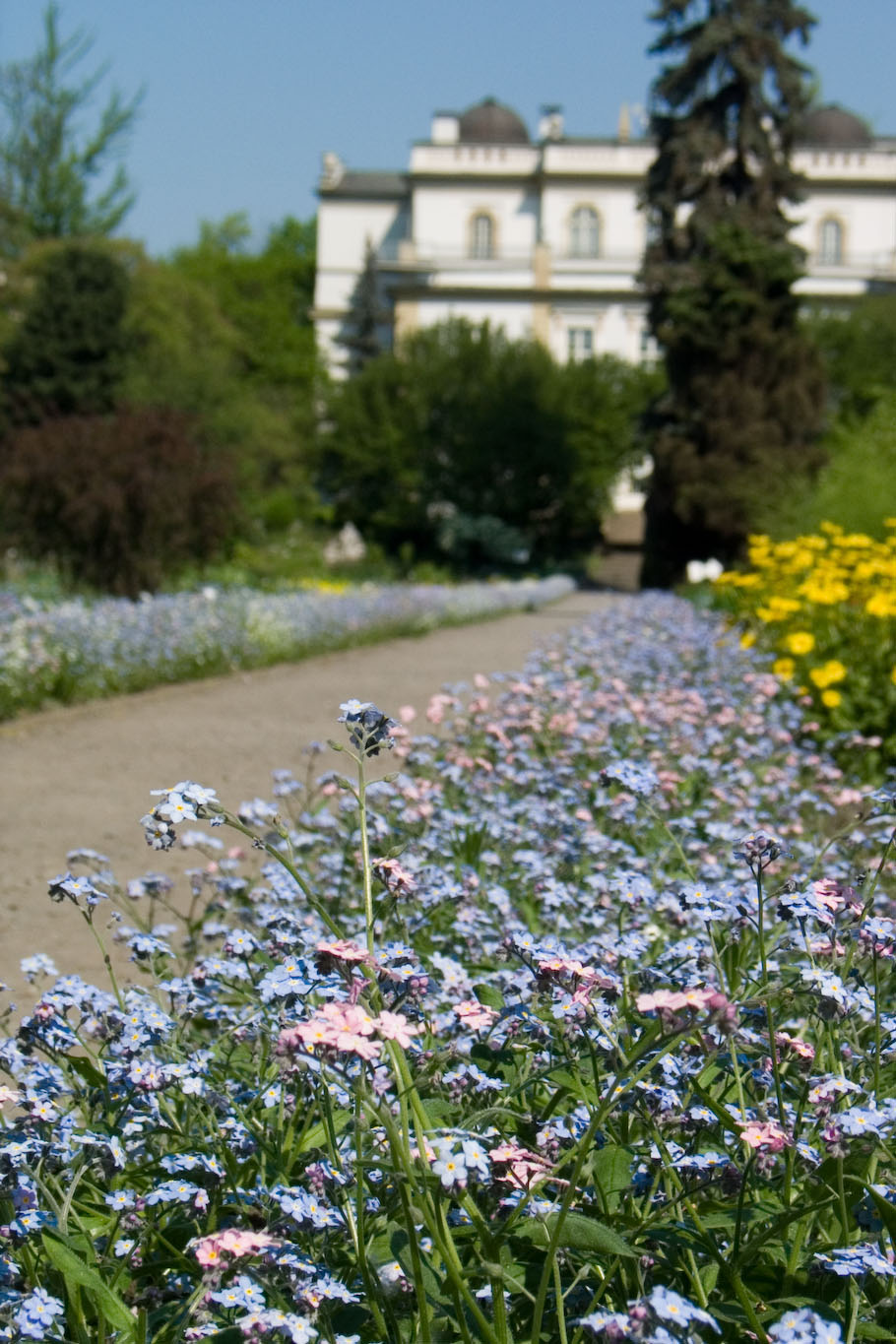
Paseo del jardín botánico, al fondo el museo.

El Jardín Botánico de la Universidad de Cracovia, en polaco: Ogród Botaniczny Uniersytetu Jagiellońskiego w Krakowie (lat. Hortus Botanicus Universitatis Jagiellonicae) en el primero de su clase en Polonia y uno de los primeros de Europa. Con una extensión de 9,6 ha este jardín botánico depende administrativamente de la Universidad Jagellónica de Cracovia.

## Historia
Es el jardín botánico más antiguo de Polonia, establecido en 1779 como una de las primeras instituciones científicas de esta naturaleza en Europa. 
Aquí se encuentra un gran roble de más de 500 años en el que, según la leyenda, el rey Boleslas el del gran bigote se ocultó durante el diluvio sueco. 
En 1784 el primer globo del aire caliente de Polonia fue lanzado desde el observatorio astronómico ubicado en el interior del Jardín Botánico..
En 1792 se estableció dentro del jardín el Observatorio Astronómico de la Universidad acondicionando para tal fin el palacio renacentista del año 1600. El fundador del Observatorio fue el astrónomo y matemático Jan Śniadecki (1756-1830). 
En la década de 1960, se reacondicionó el palacio y se le dio el nombre de "Sniadecki Collegium", acogiendo la sede del Instituto de Botánica de la Universidad Jagellónica.
En sus inicios el jardín botánico se diseñó como un parque barroco de estilo francés, con una disposición de las plantas en dibujos geométricos. Más tarde en el siglo XIX, se creó un lago con los restos de un antiguo meandro del río Vístula, y se construyó en su centro una isla artificial. 
En la década de 1860, el jardín botánico de Cracovia se hizo famoso debido a sus colecciones de plantas tropicales, especialmente de orquídeas. En ese momento el Jardín estaba bajo la dirección de Ignacy Rafal Czerwiakowski (1808-1882) y el jardinero mayor era Józef Warszewicz (1812-1866). Este último era viajero y colector de plantas de Centroamérica y Sudamérica, donde descubrió numerosas nuevas especies. 

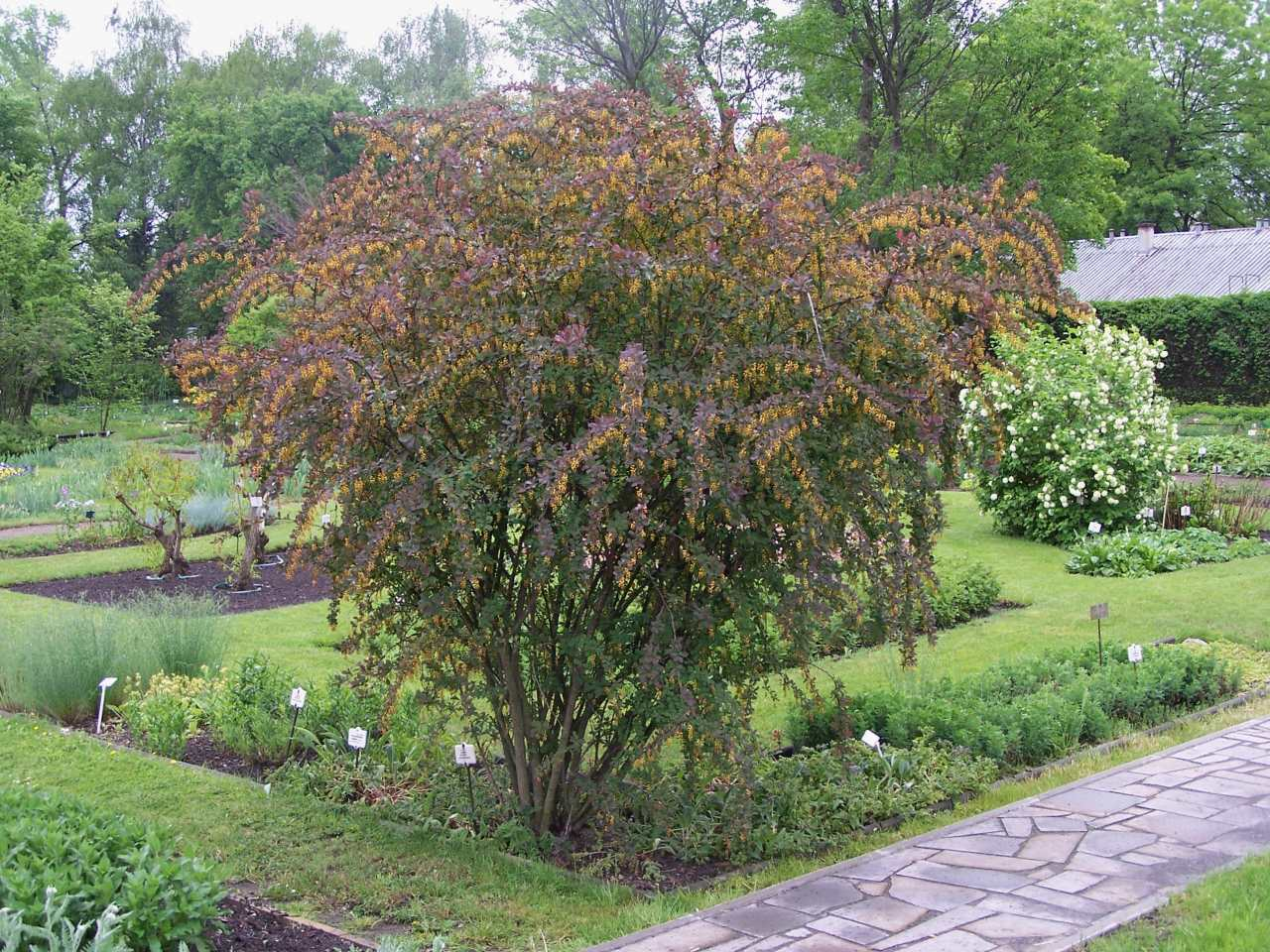
Berberis thunbergii ‘Atropurpureum’.

La colección de plantas se incrementó grandemente a finales del siglo XIX. El jardín fue restaurado y reacondicionado en los inicios del siglo XX gracias a los esfuerzos de su director M. Raciborski (1863-1917) - un taxónomo y fitogeógrafo, quien trabajó sobre la Flora de Polonia y de Java. En 1913, Raciborski fundó el Instituto de Botánica de la Universidad Jagellonica.
En la década de 1950 el jardín se extendió a las 9,6 hectáreas actuales. El diseño actual se debe a la actividad del director Władysław Szafer (1886-1970), fitogeógrafo, pleobotánico, y cofundador del movimiento para la conservación de la naturaleza en Europa. En 1976, el jardín botánico fue incluido en la lista de monumentos de Cracovia, como un invalorable representante del arte de la jardinería y monumento de la historia de la ciencia.

## Colecciones
Desde primavera a otoño está abierto al público que pueden admirar sus 5.000 especies de plantas, tanto nativas como exóticas, situadas al aire libre y en invernaderos (la primera gran casa de palmeras se remonta a 1882). Actualmente un ejemplar de roble de más de 500 años es la única muestra del bosque original que cubría esta región. 
- Colección sistemática de plantas
- Hierbas medicinales,
- Alpinarium,
- «Palmiarnia», invernadero con Cycadaceae, Orchidaceae, Cactaceae,
- Platycerium,
- Arboretum, con colecciones de Acer, Betula

Presenta trabajos para la «International Agenda for Botanic Gardens in Conservation». Su código de identificación internacional como institución botánica, así como las siglas de su herbario, es KRA.

## Equipamientos
- Invernaderos
- Palacio renacentista restaurado en 1792 para servir como Observatorio Astronómico para la Universidad de Cracovia. Adquirió su estado actual tras una restauración de 1859.

## Localización
Situado en la antigua carretera que iba hasta la gran ciudad del este de Polonia, Leópolis. Actualmente el número 27 de la calle Kopernika, a unos diez minutos, en un paseo relajado desde el centro de la ciudad.50°3′44.45″N 19°57′26.78″E / 50.0623472, 19.9574389
- Promedio Anual de Lluvia: 715 mm
- Altitud: 201 m s. n. m.

Abre de mayo a octubre de 9 a 19.
La entrada cuesta 2-5 zlotys (~1 euro).

## Galería de fotos

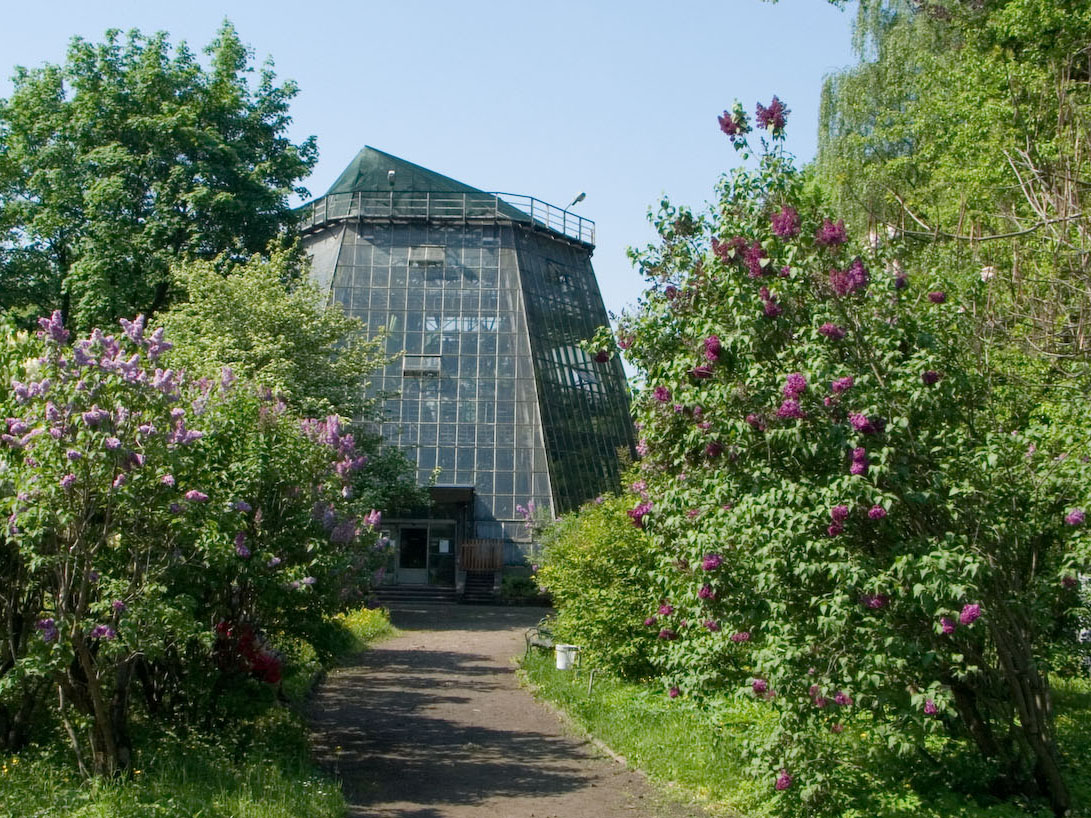
Palmiarnia
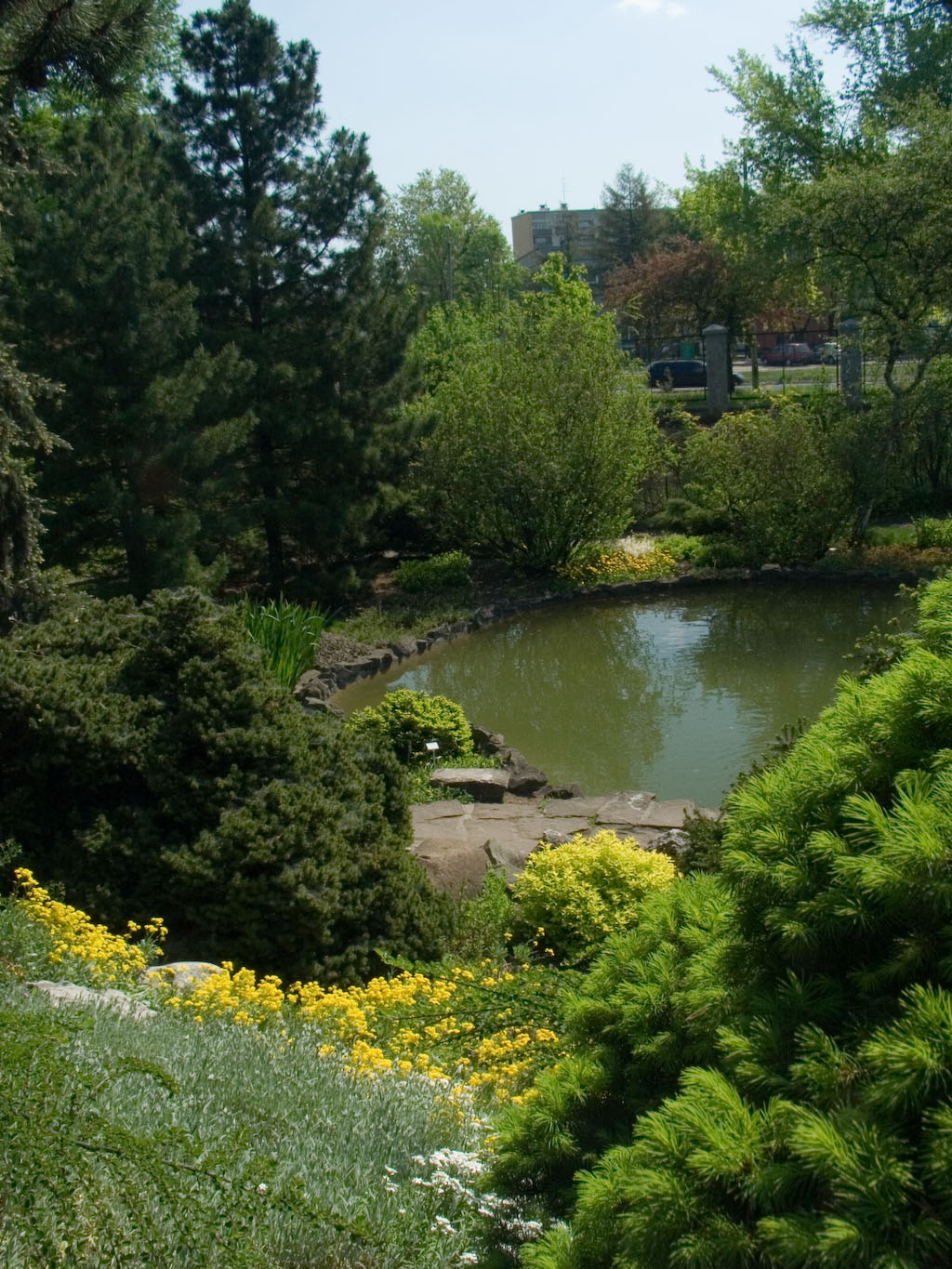
Alpinarium
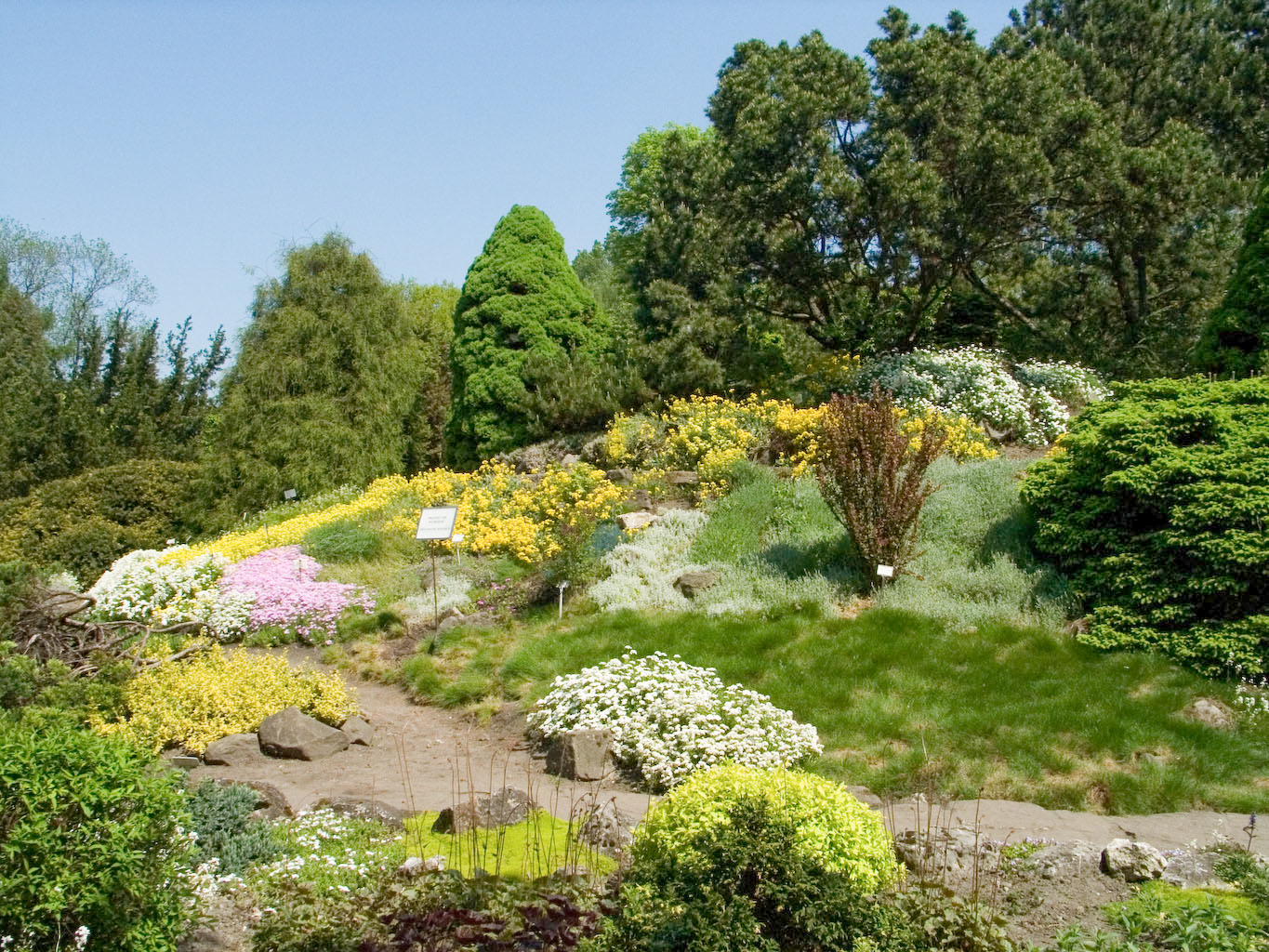
Alpinarium
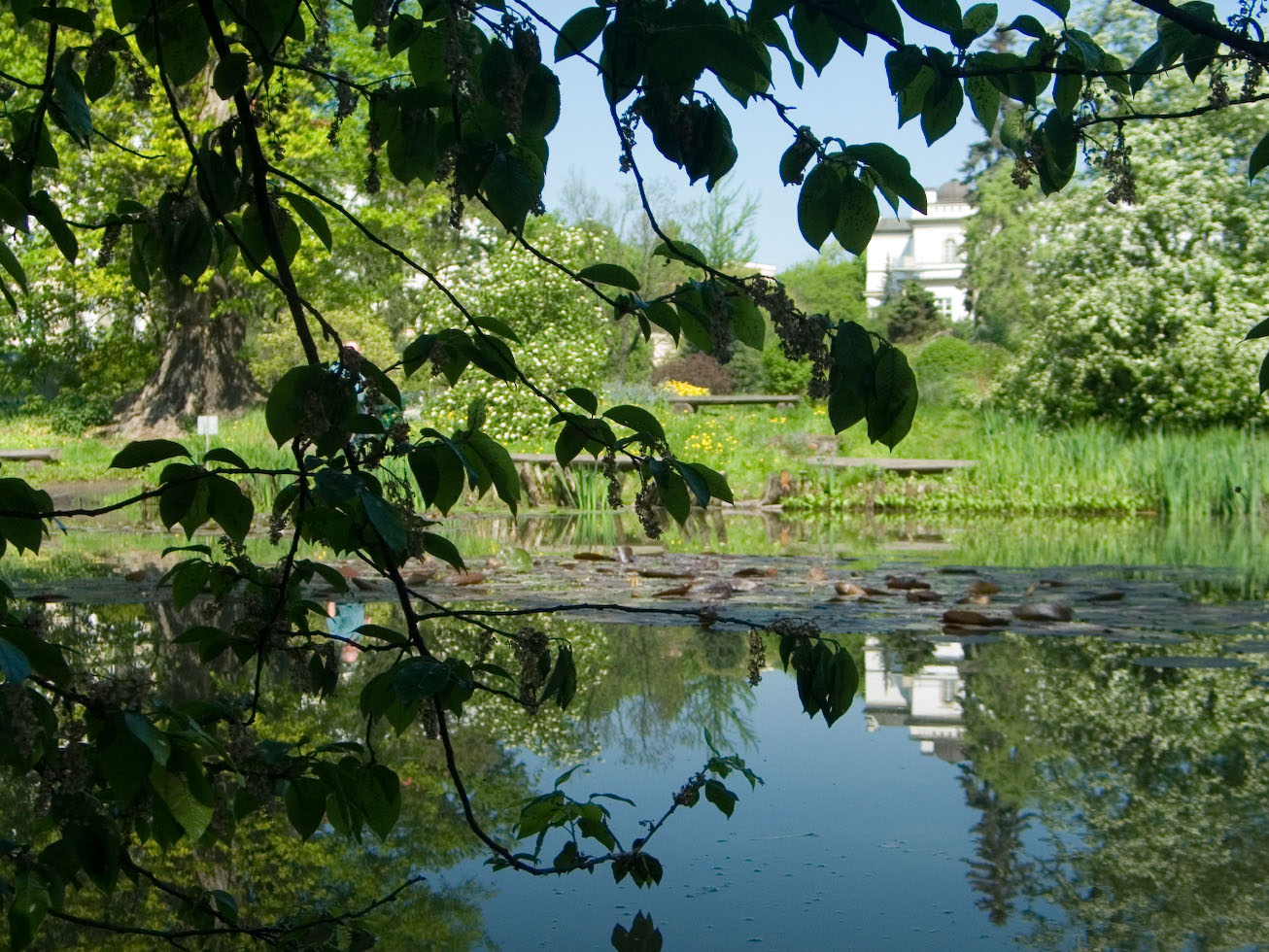
Lago y pradera